# Adagnesia charcoti
Adagnesia charcoti är en sjöpungsart som beskrevs av Monniot 1973. Adagnesia charcoti ingår i släktet Adagnesia och familjen Agneziidae. Inga underarter finns listade i Catalogue of Life.